# Дарем, Риа
Риа Дарем (англ. Rhea Durham; 1 июля 1978, Лейкленд, Флорида, США) — американская фотомодель.

## Карьера
Ещё в подростковом возрасте Риа хотела стать моделью. Стремясь к этой цели, она в 1995 году начала свою модельную карьеру. Появлялась на обложках таких журналов как: французский Vogue, итальянский Marie Claire, британский и американский ELLE.
В 2001 году участвовала в шоу Victoria's Secret. В этом же году в качестве приглашённой звезды снялась в ситкоме «Спин-Сити» в эпизоде «The Wedding Scammer».

## Личная жизнь
С 1 августа 2009 года Дарем замужем за актёром Марком Уолбергом, с которым она встречалась 8 лет до их свадьбы. У супругов есть четверо детей: дочь Элла Рэй Уолберг (род.02.09.2003) сын Майкл Уолберг (род.21.03.2006) сын Брендан Джозеф Уолберг (род.16.09.2008) и дочь Грэйс Маргарет Уолберг (род.11.01.2010).